# Walter Belardi
Walter Belardi (Roma, 22 marzo 1923 – Roma, 31 ottobre 2008) è stato un glottologo e linguista italiano.

## Biografia
Allievo di Antonino Pagliaro, dopo essersi laureato in glottologia nel 1946 all'università di Roma "La Sapienza" con una tesi sulla morfologia indoeuropea, collaborò all'Istituto dell'Enciclopedia Italiana Treccani. Nel 1950 conseguì la libera docenza all'Orientale di Napoli. L'anno successivo divenne professore incaricato nello stesso ateneo, dove rimase fino al 1963, prima come straordinario (dal 1956) e poi come ordinario (dal 1959). Nel 1959 fondò la sezione linguistica di AION (Annali dell'Istituto Universitario Orientale di Napoli). 
A Napoli Belardi insegnò anche armeno dal 1961 al 1965, però nel frattempo (1964) si era trasferito a Roma come professore ordinario di Glottologia. Alla Sapienza assolse anche l'incarico di filologia germanica prima (dal 1965 al 1968) e di fonetica sperimentale, nonché (dal 1969) di Storia comparata delle lingue classiche. Socio nazionale dell'Accademia dei Lincei dal 1988, fu insignito nel 1992 del Premio Feltrinelli per i suoi meriti nello studio della linguistica. La vastità dei suoi interessi spaziava dalla semitistica alla germanistica alla romanistica, nonché allo studio dell'ittito e dell'armeno. Particolare interesse indirizzò verso gli studi iranici. Produsse significativi contributi anche sulla teoria del linguaggio, fu tra i primi in Italia a occuparsi approfonditamente di scienza fonetica e fonologica. Notevoli anche i suoi studi di etimologia e di sociolinguistica storica ladina.